# Ulladulla
Ulladulla è una città del Nuovo Galles del Sud (Australia), a sud di Nowra e a circa tre ore di strada a sud di Sydney. Nell'area sono presenti numerose spiagge incontaminate che la rendono molto popolare tra i turisti.
Il nome della città, Ulladulla, deriva dal termine aborigeno Nulladulla, che apparentemente significa "porto sicuro". Il porto di Ulladulla ospita la più grande flotta commerciale di pescherecci della costa meridionale del Nuovo Galles del Sud. Come conseguenza dell'influenza delle numerose famiglie di pescatori di origine italiana che vivono nell'area, ogni Pasqua si tiene la cerimonia di benedizione della flotta.
La città vide l'installazione del suo primo semaforo negli anni 1990. La zona attorno alla città è nota anche per la presenza di alcuni dei migliori punti in Australia per il surf e le immersioni.
Ulladulla è circondata dalle contigue città di Milton, Mollymook, e Burrill Lake. Il distretto comprende anche le città di Manyana, Bawley Point, Bendalong, Lake Tabourie, e diverse altre.